# 尤吉·福斯特
尤吉·福斯特（英語：Eugie Foster，1971年12月30日—2014年9月27日），美国小说作家、专栏作家和编辑。

## 生平
1971年12月30日生于美国伊利诺伊州，她本姓“梁”，父母是中国移民。1992年结婚后随夫姓福斯特。2010年获得星云奖最佳中篇小说奖。2014年9月27日因淋巴癌去世，年43岁。